# Erovnuli Liga 2020
La Erovnuli Liga 2020 o Crystalbet Erovnuli Liga 2020 fue la edición número 32 de la Erovnuli Liga, la primera división del fútbol de Georgia. La temporada comenzó el 29 de febrero de 2020 y culminó el 10 de diciembre del mismo año. 
El 11 de marzo la GFF suspendió la temporada debido a la Pandemia de COVID-19. La liga regreso el 25 de junio con los juegos reducidos a la mitad, de 36 juegos para cada equipo, se redujo a 18 para cada equipo.
Dinamo Tbilisi ganó el segundo campeonato consecutivo y 18° en su historia, tras vencer por 3-0 al Merani en la última jornada.

## Sistema de competición
Los diez equipos participantes jugaron entre sí todos contra todos cuatro veces totalizando 18 partidos cada uno, al término de la fecha 18 el primer clasificado obtuvo un cupo para la primera ronda de la Liga de Campeones de la UEFA 2021-22, mientras que el segundo y tercer clasificado obtuvieron un cupo para la primera ronda de la Liga de Conferencia Europa de la UEFA 2021-22; por otro lado el último clasificado descendió a la Erovnuli Liga 2 2021, el penúltimo y antepenúltimo jugaron los Play-offs de relegación ante dos equipos de la Erovnuli Liga 2 2020.
Un tercer cupo para la primera ronda de la Liga de Conferencia Europa de la UEFA 2021-22 fue asignado al campeón de la Copa de Georgia.

## Equipos participantes
| Equipo             | Ciudad    | Estadio                   | Capacidad |
| ------------------ | --------- | ------------------------- | --------- |
| Chikhura Sachkhere | Kutaisi   | Estadio Ramaz Shengelia   | 19.400    |
| Dila Gori          | Gori      | Estadio Tengiz Burjanadze | 8.230     |
| Dinamo Batumi      | Batumi    | Chele Arena               | 6.000     |
| Dinamo Tbilisi     | Tiflis    | Estadio Borís Paichadze   | 54.549    |
| Locomotive Tbilisi | Tiflis    | Estadio Mikheil Meskhi    | 27.223    |
| Merani Tbilisi     | Tiflis    | Estadio Sinatle           | 2.500     |
| Saburtalo Tbilisi  | Tiflis    | Estadio Mikheil Meskhi    | 27.223    |
| Samtredia          | Samtredia | Erosi Manjgaladze Stadium | 5.000     |
| Telavi             | Telavi    | Estadio Givi Chokheli     | 12.000    |
| Torpedo Kutaisi    | Kutaisi   | Estadio Ramaz Shengelia   | 19.400    |

## Ascensos y descensos
| Pos. | Descendidos de la Erovnuli Liga 2019 |
| ---- | ------------------------------------ |
| 8.º  | Rustavi                              |
| 9.º  | Sioni Bolnisi                        |
| 10.º | WIT Georgia                          |

| Pos. | Ascendidos de la Erovnuli Liga 2 2019. |
| ---- | -------------------------------------- |
| 1.º  | Merani Tbilisi                         |
| 2.º  | Samtredia                              |
| 3.º  | Telavi                                 |

## Tabla de posiciones
| Pos. | Equipo                 | Pts. | PJ | G  | E  | P  | GF | GC | Dif. | Clasificación 2021–22                          |
| ---- | ---------------------- | ---- | -- | -- | -- | -- | -- | -- | ---- | ---------------------------------------------- |
| 1    | Dinamo Tbilisi (C)     | 40   | 18 | 12 | 4  | 2  | 33 | 9  | +24  | Primera ronda de la Liga de Campeones          |
| 2    | Dinamo Batumi          | 36   | 18 | 10 | 6  | 2  | 29 | 14 | +15  | Primera Ronda de la Liga de Conferencia Europa |
| 3    | Dila Gori              | 30   | 18 | 8  | 6  | 4  | 29 | 17 | +12  | Primera Ronda de la Liga de Conferencia Europa |
| 4    | Lokomotivi Tbilisi     | 29   | 18 | 8  | 5  | 5  | 30 | 23 | +7   |                                                |
| 5    | Saburtalo Tbilisi      | 27   | 18 | 7  | 6  | 5  | 28 | 21 | +7   |                                                |
| 6    | Telavi                 | 24   | 18 | 4  | 12 | 2  | 21 | 14 | +7   |                                                |
| 7    | Samtredia              | 19   | 18 | 5  | 4  | 9  | 14 | 23 | −9   |                                                |
| 8    | Torpedo Kutaisi (O)    | 17   | 18 | 4  | 5  | 9  | 17 | 30 | −13  | Promoción por la permanencia                   |
| 9    | Chikhura Sachkhere (D) | 13   | 18 | 3  | 4  | 11 | 18 | 40 | −22  | Promoción por la permanencia                   |
| 10   | Merani Tbilisi (D)     | 6    | 18 | 0  | 6  | 12 | 6  | 34 | −28  | Desciende a Erovnuli Liga 2 2021               |

Actualizado a los partidos jugados el 10 de diciembre de 2020.
 Fuente: Soccerway

## Resultados cruzados
| Local \ Visitante  | CHI | DIL | DBA | DIN | LOK | MER | SAB | SAM | TEL | TOR |
| ------------------ | --- | --- | --- | --- | --- | --- | --- | --- | --- | --- |
| Chikhura Sachkhere | —   | 0–2 | 0–4 | 2–0 | 1–3 | 3–0 | 2–8 | 0–1 | 1–2 | 2–2 |
| Dila Gori          | 6–1 | —   | 1–1 | 0–3 | 0–1 | 4–0 | 4–3 | 1–1 | 0–0 | 3–1 |
| Dinamo Batumi      | 0–0 | 1–0 | —   | 1–3 | 1–2 | 0–0 | 2–0 | 1–1 | 1–1 | 2–0 |
| Dinamo Tbilisi     | 1–0 | 1–2 | 1–1 | —   | 4–0 | 3–0 | 3–1 | 1–0 | 0–0 | 2–1 |
| Lokomotivi Tbilisi | 4–1 | 1–2 | 1–4 | 0–2 | —   | 1–1 | 2–1 | 3–1 | 1–1 | 1–2 |
| Merani Tbilisi     | 1–2 | 0–0 | 1–2 | 1–2 | 0–4 | —   | 0–0 | 1–2 | 1–6 | 0–2 |
| Saburtalo Tbilisi  | 2–1 | 1–1 | 0–1 | 0–3 | 0–0 | 0–0 | —   | 2–1 | 1–0 | 1–0 |
| Samtredia          | 0–0 | 1–0 | 1–2 | 0–4 | 0–0 | 2–0 | 1–2 | —   | 0–0 | 1–0 |
| Telavi             | 2–0 | 1–1 | 1–3 | 0–0 | 1–1 | 0–0 | 1–1 | 3–1 | —   | 1–1 |
| Torpedo Kutaisi    | 2–2 | 0–2 | 1–2 | 0–0 | 1–5 | 1–0 | 0–4 | 2–1 | 1–1 | —   |

## Playoffs de relegación
Lo disputarán el octavo y noveno clasificado ante segundo y tercer clasificado de la Erovnuli Liga 2 2020.
| Equipo 1           | Agr. | Equipo 2        | Ida | Vuelta |
| ------------------ | ---- | --------------- | --- | ------ |
| Gagra              | 1–3  | Torpedo Kutaisi | 0–2 | 1–1    |
| Chikhura Sachkhere | 0–3  | Samgurali       | 0–2 | 0–1    |

## Goleadores
Actualizado al 10 de diciembre de 2020
| Pos. | Jugador               | Club               | Goles |
| ---- | --------------------- | ------------------ | ----- |
| 1    | Mykola Kovtalyuk      | Dila Gori          | 10    |
| 2    | Irakli Sikharulidze   | Lokomotivi Tbilisi | 8     |
| 2    | Jaba Jighauri         | Dinamo Batumi      | 8     |
| 2    | Nodar Kavtaradze      | Dinamo Tbilisi     | 8     |
| 5    | Beka Kavtaradze       | Saburtalo          | 7     |
| 5    | Giorgi Pantsulaia     | Torpedo Kutaisi    | 7     |
| 7    | Nugzar Spanderashvili | Dila Gori          | 6     |
| 8    | Giorgi Gabedava       | Dinamo Tbilisi     | 5     |
| 8    | Giorgi Nikabadze      | Dinamo Batumi      | 5     |
| 8    | Mamia Gavashelishvili | Lokomotivi Tbilisi | 5     |